# Polemokrates (Sohn des Machaon)
Polemokrates (altgriechisch Πολεμοκράτης Polemokrátēs) ist in der griechischen Mythologie der Sohn des Machaon und Enkel des Asklepios.
Bei dem Dorf Eua in der Thyreatis befand sich ein Heiligtum des Polemokrates, das von Kranken besucht wurde, die in der Enkoimesis die Hilfe des Heros suchten.